# Arnold Hendrik van Markel Bouwer
Arnold Hendrik van Markel Bouwer (Deventer, 16 februari 1771 - 's-Gravenhage, 22 juni 1826) was een Nederlands politicus.
Van Markel Bouwer was een notabele en landeigenaar uit Deventer, die twaalf jaar in het parlement zat. Hij combineerde vanaf 1821 vijf jaar het Tweede Kamerlidmaatschap met het lidmaatschap van de Raad van State. Daarvoor was hij een jaar voorzitter van de Tweede Kamer.
- Biografisch Portaal: 16047285
- Nederlandse Thesaurus van Auteursnamen: 14290158X
- Parlement.com: vg09llslqiw5
- Virtual International Authority File: 280999288
- WorldCat: E39PBJj4qqcFFQgrtYbJhBrcyd